# Прачики
Прачики (пол. Praczyk) — дворянский род.
Потомство Степана Тимофеевича Праченка, сотника Сосницкого (1676).

## Описание герба
В красном поле срубленный пень с пятью сучьями: с правой стороны тремя, а с левой двумя. На этот пень водружен серебряный крест.
Та же фигура и в нашлемнике между двумя орлиными крыльями. Щит увенчан дворянскими шлемом и короной. Намет на щите красный, подложенный серебром.